# Frank Schröder (Synchronsprecher)
Frank Schröder (* 27. August 1966 in Berlin) ist ein deutscher Synchron- und Hörspielsprecher, Synchronregisseur und Dialogbuchautor.

## Leben
Schröder studierte 1986 bis 1991 an der Freien Universität Berlin in den Fächern Publizistikwissenschaft, Germanistik und Politikwissenschaft.
Schröder arbeitet seit 1977 als Synchron- und Hörspielsprecher, ab 1990 zudem vermehrt als Dialogbuchautor und Synchron-Regisseur und hat bisher mehr als 1000 Filme und Serienepisoden lippensynchron getextet und aufgenommen, u. a. zusammen mit Michael Richter oder Arne Elsholtz die Filme Hot Shots! – Die Mutter aller Filme und Hot Shots! Der zweite Versuch oder u. a. die HBO-Serien The Wire und Treme. Als Synchronsprecher lieh er seine Stimme u. a. Chris O’Donnell (Der Duft der Frauen, Batman Forever, Batman & Robin und Mad Love – Volle Leidenschaft), Daran Norris (Big Time Rush, Neds ultimativer Schulwahnsinn) oder Domenick Lombardozzi (The Wire).

## Synchronrollen (Auswahl)
Chris O’Donnell
- 1992: als Charlie in Der Duft der Frauen
- 1995: als Robin/Dick Grayson in Batman Forever
- 1995: als Matt Leland in Mad Love – Volle Leidenschaft
- 1997: als Robin/Dick Grayson in Batman & Robin

Daran Norris
- 2004–2007: als Gordy in Neds ultimativer Schulwahnsinn
- 2009–2013: als Buddha Bob in Big Time Rush
- 2013–2016: als Mittens in Sie nannten ihn Wander
- 2015–2019: als Johnny Frost in iZombie

### Filme
- 1981: Charley Boorman in Excalibur als junger Mordred
- 1982: Liu Huai Liang in Shaolin – Kloster der Rächer als Liao Kong
- 1990: William McNamara in Stella als Pat Robbins
- 1997: Wesley O’Brian in Ozean der Träume als Greg Arnold
- 1998: Robert Young in Tödlicher Sturm als Fritz Marberg
- 1998: Nicholas Boulton in Shakespeare in Love als Henry Condell
- 2003: Kuang-Yu Wang in Die Todespagode des gelben Tigers als Dienstbote
- 2010: Ben Baker in Goldlöckchen und die 3 Bären – Alle unter einem Dach als Schwein Richard

### Serien
- 1989–1998: Darius McCrary als Eddie Winslow in Alle unter einem Dach
- 1991: Olivier Destrez als Pierrot in Es war einmal … Amerika, Es war einmal … Das Leben, Es war einmal … Entdecker und Erfinder, Es war einmal … Der Weltraum
- 1993–2002, seit 2015: Dean Haglund als Richard Ringo Langly in Akte X – Die unheimlichen Fälle des FBI
- 1995–1996: Dialogregie und Sprechrolle für Hiro Yūki in Neon Genesis Evangelion (1. Synchro: 2004) als Makoto Hyūga
- 1997–2007: Courtenay J. Stevens als Lt. Elliot in Stargate – Kommando SG-1
- 1999–2001: Unten am Fluss – Stephen Mangan als Silverweed (Staffel 3)
- 2000–2015: David Berman in CSI: Vegas als David Phillips (2. Stimme)
- 2001–2015: Kevin Jubinville als The Shep in Degrassi: The Next Generation (Staffel 8–9)
- 2002–2006: als Ike Wolvermein in Jimmy Neutron
- 2002–2008: Domenick Lombardozzi als Det. Thomas Herc Hauk in The Wire (Synchronisation: 2008–2010)
- 2004–2013: J. Grant Albrecht als Dr. Leonard Giles in CSI: NY
- 2005–2009, 2017: Dameon Clarke als Andrew Blauner in Prison Break
- seit 2005: Phil LaMarr in Grey’s Anatomy als Steve Duncan
- 2010: Brandon Keener als Charles Dunworthy in The Pacific
- 2010: Adam Minarovich als Ed Peletier in The Walking Dead
- 2013–2017: Tom Everett Scott als William in Reign
- 2013–2018: Sean C. Graham als James Miller in House of Cards
- seit 2013: Lenny Venito als Tony Pagliaro in The Blacklist
- 2015–2017: Dave Foley als Mr. Moff in Harveys schnabelhafte Abenteuer
- 2017–2019: K. Todd Freeman als Arthur Poe in Eine Reihe betrüblicher Ereignisse
- 2023: Imari Williams als Shep Hazard in Star Wars: The Bad Batch (S02E13: Pabu)

### Videospiele
- 2012–2019: Ronan Summers als Scott Tyler in Forza Horizon (1–4)